# Igone Arribas
Igone Arribas Bailón (Baracaldo, Vizcaya, 22 de julio de 1983) es una ex gimnasta rítmica española que fue componente de la selección nacional de gimnasia rítmica de España en modalidad de conjuntos (1999 - 2001), llegando a participar con el conjunto español en los Juegos Olímpicos de Sídney 2000 (10º puesto). 

## Biografía deportiva

### Inicios
Se inició en la gimnasia rítmica con 9 años de edad en el Club Sakoneta de Lejona (Vizcaya), después de que la fundadora del club, Mari Cruz Cobelas, se fijara en ella cuando acompañó a su madre a una clase de gimnasia de mantenimiento. En el club fue entrenada por Macarena Milla, Natalia Brettes y Begoña Fernández. En 1996, en categoría júnior, fue oro en cuerda en el Campeonato de España Individual «B», mientras que en 1997, también como júnior, fue oro en pelota en el Campeonato de España Individual «B» de ese año. En mayo de 1999, ya en categoría juvenil, disputó el Campeonato de España de Clubes y Autonomías (Individual «B») en Zaragoza, siendo plata por autonomías, bronce por clubes (con su compañera Alai Otaola), bronce en pelota y bronce en mazas. En diciembre de ese mismo año logró 2 medallas de oro en categoría juvenil con el Sakoneta en el Campeonato de España de Conjuntos celebrado en Valladolid.

### Etapa en la selección nacional

#### 2000: Juegos Olímpicos de Sídney

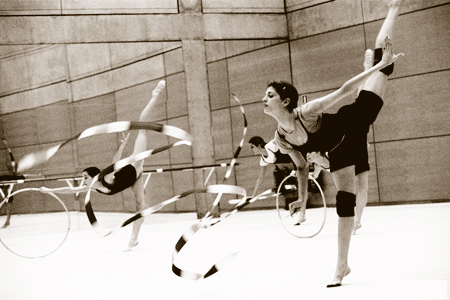
Igone (1ª a la izquierda) en el CAR junto a otras gimnastas del conjunto durante un entrenamiento preparatorio para Sídney 2000.

En noviembre de 1999 ingresó en el conjunto sénior de la selección nacional de gimnasia rítmica de España, siendo la tercera gimnasta del Club Sakoneta en formar parte del equipo español tras Eider Mendizábal y Lorena Barbadillo. Arribas pasó a entrenar desde entonces en el Centro de Alto Rendimiento de Madrid. Desde 1999, Nancy Usero era seleccionadora y entrenadora del conjunto. Nancy contaba con Dalia Kutkaite como asistente y entrenadora del conjunto júnior. 

«No había acudido a muchas concentraciones, tenía 16 años y veía que se me pasaba el tiempo... cuando menos me lo esperaba me seleccionaron [...] Con el paso de los años fui más consciente de lo complicado que es llegar allí. No depende solo de ti, se tienen que dar muchos factores. En ese sentido tuve mucha suerte, ya que llegué a Madrid en noviembre de 1999 y en septiembre del año siguiente ya estaba compitiendo en unos JJ.OO.».
—Igone Arribas, hablando sobre su llegada al CAR en la revista de la RFEG (2018)

Para el año 2000, año olímpico, el combinado español compuso nuevos montajes tanto para el ejercicio de 3 cintas y 2 aros, ahora con música de Los Activos y Vicente Amigo, como para el de 10 mazas, con un medley de The Corrs y Loreena McKennitt. Igone sería gimnasta titular en el ejercicio mixto y suplente en el de mazas. Del 2 al 11 de enero se concentraron en el Centro de Alto Rendimiento para entrenamiento en altura del CSD en Sierra Nevada (Granada). En los torneos internacionales de inicio de temporada lograron buenos resultados, como la plata en la general, el oro en mazas y la plata en el mixto en Madeira, el bronce en la general, el 8º puesto en mazas y la plata en el mixto en Thiais, la plata en Kalamata y nuevamente una plata en Málaga.
En septiembre de 2000 tuvieron lugar los Juegos Olímpicos de Sídney. El conjunto español, integrado por Igone, Marta Calamonte, Lorena Guréndez, Carolina Malchair, Beatriz Nogales y Carmina Verdú, tenía la oportunidad de revalidar la medalla de oro conquistada cuatro años atrás en Atlanta en la misma competición. Sin embargo, una serie de errores en la ejecución de los dos ejercicios, como un nudo en una cinta y dos caídas de mazas, provocó que el combinado español se situara en la décima y última posición en la fase de clasificación, por lo que no pudo participar en la final.

### Retirada de la gimnasia
Tras disputar los Juegos Olímpicos de Sídney, Igone decidió continuar en la selección para el año 2001 con la intención de participar en junio en el Europeo de Ginebra. Se convirtió en capitana del equipo tras la retirada del resto de sus compañeras, aunque decidió dejar el conjunto a inicios de ese mismo año tras una lesión y después del nombramiento a tres meses del Europeo de un nuevo cuerpo técnico encabezado por la seleccionadora Nina Vitrichenko.

«Me costó mucho adaptarme [a Nina] [...] Además, se acercaba la fecha del Europeo y yo veía que no estábamos preparadas [..] a penas habíamos salido a competir... Y me provocaba ansiedad la idea de volver a pasar por lo mismo que en Sídney. Eso sumado a problemas personales que tuve ese año, llegó un día en que, inesperadamente hasta para mí, dije que no podía más. Después de unos días de charlas con el psicólogo y ya más tranquila, me arrepentí de la decisión, pero ya era tarde».
—Igone Arribas, explicando su retirada en la revista de la RFEG (2018)

El 24 de noviembre de 2018 recibió un homenaje en el Euskalgym de Bilbao junto al resto de gimnastas rítmicas olímpicas vascas. En la actualidad, Igone es vocal de la Federación Vizcaína de Gimnasia, Juez Nacional y entrenadora junto a Judith Torralba del grupo federado del Club Sakoneta en Lejona (Vizcaya), con el que ha conseguido numerosas medallas en campeonatos nacionales y autonómicos.

## Equipamientos
| Período      | Proveedor |
| ------------ | --------- |
| 1999 - 2000  | Arena     |
| 2000 (JJ.OO) | Fumarel   |

## Música de los ejercicios
| Año  | Aparatos          | Música |
| ---- | ----------------- | --- |
| 2000 | 10 mazas          | Medley de The Corrs y Loreena McKennitt, con los temas «Toss the Feathers», «Irish Music», «Someday» y «Erin Shore». |
| 2000 | 3 cintas y 2 aros | Medley de Los Activos y Vicente Amigo, con los temas «Mestizo», «Poeta en el viento» y «Flor de la noche».           |

## Palmarés deportivo

### A nivel de club
| 1996 - Campeonato de España de Clubes y Autonomías (Individual «B») Oro en cuerda (categoría júnior) 1997 - Campeonato de España de Clubes y Autonomías (Individual «B») Oro en pelota (categoría júnior) 1999 - Campeonato de España de Clubes y Autonomías (Individual «B») en Zaragoza Plata por autonomías (categoría juvenil) Bronce por clubes Bronce en pelota Bronce en mazas | 1999 - Campeonato de España de Conjuntos en Valladolid Oro en concurso general (categoría juvenil) Oro en 3 aros y 4 mazas |

### Selección española
| 2000 - Madeira Cup Plata en concurso general Oro en 10 mazas Plata en 3 cintas y 2 aros - Thiais Bronce en concurso general 8º puesto en 10 mazas Plata en 3 cintas y 2 aros | 2000 (continuación) - Kalamata Cup Plata en concurso general - Málaga International Plata en concurso general - Juegos Olímpicos de Sídney 2000 10º puesto en calificación |

## Premios, reconocimientos y distinciones
- Premio Euskadi del Deporte 2010 (junto al resto de deportistas vascos participantes en JJ.OO.), otorgado por el Gobierno Vasco (2010)[11][12]